# Nokia 1.4
Nokia 1.4 — смартфон початкового рівня, розроблений HMD Global під брендом Nokia. Був представлений 3 лютого 2021 року.

## Дизайн
Передня панель виконана зі скла, а корпус — з пластику.
Знизу знаходяться роз'єм microUSB та мікрофон, зверху — 3,5 мм аудіороз'єм, зліва — кнопка виклику Google Асистента та залежно від моделі слот під 1 SIM-картку і карту пам'яті або під 2 SIM-картки й карту пам'яті, а справа — гойдалка регулювання гучності та кнопка блокування. Ззаду розташовані круглий острівець подвійної камери з LED-спалахом, сканер відбитків пальців, динамік з цяткою над ним, що трохи випирає, та логотип.
Nokia 1.4 продавався в 3 кольорах: Графіт (темно-коричневий), синій (фіорд) та присмерк (фіолетовий).

## Технічні характеристики

### Апаратне забезпечення
Nokia 1.4 отримав процесор Qualcomm Snapdragon 215 з графічним процесором Adreno 308. Смартфон був доступний в конфігураціях 1/16 ГБ, 2/32 ГБ та 3/64 ГБ. Об'єм сховища можна розширити картою пам'яті формату microSD до 128 ГБ.
Акумуляторна батарея отримала об'єм 4000 мА·год.
Пристрій має 6,52-дюймовий екран типу IPS LCD з роздільною здатністю HD+ (1600 × 720), щільністю пікселів 269 ppi, співвідношенням сторін 20:9 і краплеподібним вирізом під передню камеру.
Nokia 1.4 отримав основну подвійну камеру, що складається із ширококутного об'єктива на 8 Мп з автофокусом і макрооб'єктиву на 2 Мп, та фронтальну камеру на 5 Мп. Основна камера та передня камери вміють записувати відео в роздільній здатності 720@30fps.

### Програмне забезпечення
Nokia 1.4 був випущений на Android 10 (Go Edition) і був оновлений до Android 12 (Go Edition).